# Liane Daydé
Pour les articles homonymes, voir Daydé (homonymie).
Liane Daydé, née le 27 février 1932 à Paris 10e et morte le 21 mars 2022 à La Garenne-Colombes, est une danseuse française.

## Biographie
Elle entre en 1941, à l'âge de 9 ans, l'école de danse de l'Opéra national de Paris,  dont elle intègre le ballet en 1946. Elève de Camille Bos,  elle est nommée danseuse étoile en 1951. Elle reprend, sur les indications d'Ethéry Pagava en 1955, le rôle de Juliette dans le Roméo et Juliette chorégraphié par Serge Lifar. En 1960, elle quitte le Ballet de l'Opéra de Paris et rejoint le Ballet international du marquis de Cuevas où elle fait la connaissance de Claude Giraud, imprésario du ballet, qu'elle épouse l'année suivante après qu’il a divorcé de Pierrette Lalanne. En 1962, elle fonde avec son mari Le Grand Ballet classique de France où elle se produit jusqu'en 1979. Après avoir mis fin à sa carrière de danseuse, elle enseigne la danse.
Elle apparaît dans quelques films, notamment Mayerling de Terence Young (1968).
Le 10 mars 2019, elle est l'invitée d'honneur du Printemps des poètes à Chauvigny.
Elle meurt le 21 mars 2022, à l'âge de 90 ans.

## Ballets
- 1950 : Blanche Neige
- 1955 : Roméo et Juliette, chorégraphie de Serge Lifar
- 1959 : Le Lac des cygnes
- 1961 : La Belle au bois dormant
- Giselle
- Coppélia

## Filmographie
- 1941 : Nous les gosses de Louis Daquin
- 1946 : Les Malheurs de Sophie de Jacqueline Audry : Madeleine
- 1947 : La Septième Porte d'André Zwobada[2]
- 1968 : Mayerling de Terence Young : la ballerine dans le ballet Giselle